# Rohwurst (Würstchen)
Als Würstchen (auch Rohwürstchen) bezeichnet man in der Regel Rohwürste mit einem Gewicht zwischen 80 und 250 Gramm.
Als Streichfähige Rohwürstchen werden Streichfähige Rohwürste in dünneren Därmen und Wursthüllen abgefüllt. Bei Schnittfesten Rohwürsten wird die übliche Größe prinzipiell nicht in dieser Weise abgewandelt.

## Deutschland
In Deutschland werden bei der Herstellung von Wurstsorten meist Standardrezepte verwendet. Beispiele dafür sind:
- Bauernseufzer / Bauernstumpen
- Cabanossi
- Debrecziner roh
- Geräucherte Bratwurst
- Knackwurst: Berliner Knackwurst / Berliner Knacker, Sächsische Knackwurst
- Kolbac / Kielbossa, Kiolbassa, Kielbassa
- Landjäger / Rauchpeitschen
- Schinkenwürstchen / Schinkenwürstel
- Thüringer Knackwurst
- Thüringer Bauernknackwurst
- Westfälinger / Bauernbratwurst